# Steffen Reuter
Steffen Reuter (* 1972 in Berlin) ist ein deutscher Filmproduzent.

## Leben und Wirken
Seit 2003 produziert Steffen Reuter mit seiner Firma Schmidtz Katze Filmkollektiv Kinofilme für den deutschen und internationalen Markt. Der von ihm federführend produzierte Film In Darkness wurde 2012 für den Oscar nominiert. Neben den Kinofilmprojekten realisierte er Kurzfilme, Werbefilme sowie Musikproduktionen. Von 2008 bis 2013 betrieb er mit seinen Partnern die Online-Film-Distribution Nowtilus. 2020 gründete er das Animations-Studio Storycat, dessen Fokus auf seriellem, interaktivem Edutainment liegt.
Steffen Reuter ist Mitglied der Deutschen Filmakademie, der Europäischen Filmakademie sowie im Produzenten-Netzwerk Ateliers du Cinéma Européen.

## Filmographie (Auswahl)
- 2001: Partner Akut, Kurzfilm (Kino)
- 2003: Devot, Thriller (Kino)
- 2004: Transport, Kurzfilm (Kino)
- 2005: Liebes Spiel, Drama (Kino)
- 2005: Ellektra / Ellen Calling, Drama (Kino-Koproduktion)
- 2006: Metamorphosis, Thriller (Kino)
- 2006: Mickey und Maria, Kurzfilm (Kino)
- 2006: Ruudi, Family Entertainment (Kino-Koproduktion)
- 2006: Hoppet / Leaps and Bounds, Family Entertainment (Kino-Koproduktion)
- 2007: Overnight, Drama (Kino-Koproduktion)
- 2008: Black Ice, Thriller (Kino)
- 2011: Simon and the Oaks, Literaturverfilmung, Drama (Kino)
- 2011: In Darkness, historisches Drama (Kino)
- 2016: Das Kalte Herz, Märchenverfilmung, Drama (Kino)
- 2020: Little Planet Rover, Interaktives Spiel, Edutainment
- 2021: Händel Junior, Animationsserie, Edutainment